# Національний археологічний музей Аруби
Націона́льний археологі́чний музе́й Ару́би — музей археології і ведучий науково-дослідний інститут на острові Аруба. Фонди музею складають близько 10000 експонатів.

## Історія
У 1980 році уряд острова починає підбір відповідного місця для розміщення колекцій археологічної важливості. Вивчивши різного роду варіанти, був складений проект, згідно з яким купувалися й реставрували історичні будівлі в центрі міста Ораньєстад. Ці споруди були власністю «сімейства Ecury» і представляли собою комплекс, що складається з групи одно- та двоповерхових історичних будівель, виконаних у стилі голландської колоніальної архітектури кінця XIX-XX століття. Загальна площа ділянки становила близько 1700 м². До 1981 року був створений археологічний музей, метою якого було залучення іноземних туристів до культурної спадщини острова Аруби. У 1997 році урядом острова Аруба був придбаний цей комплекс будівель під реалізацію проекту національного археологічного музею. У 2004 році було підписано угоду з Європейським фондом регіонального розвитку про надання фінансової допомоги, завдяки чому вже в 2006 році почалися будівельні роботи по зведенню нових будинків під розміщення композицій. Остаточний дизайн для розміщення експонатів виставки був завершений до листопада 2007 року, за фінансової підтримки Уряду Аруби і Союзу культурних організацій (Union of Cultural Organizations (UNOCA)). У грудні 2007 були вручені ключі від нової будівлі і працівники музею почали процес переміщення на нове місце. Урочисте відкриття для відвідування відбулося в липні 2009 року.

## Структура
У розташуванні Національного археологічного музею Аруби знаходиться приблизно 500 м² для постійної експозиції. Завдяки сучасним технологіям і об'єктів здійснюється знайомство відвідувачів з історією і культурою острова, а також проводяться громадські програми, лекції, освітні проекти, тимчасові виставки та наукові семінари. 

### Музей
Національний Археологічний музей Аруби включає в себе експонати, що розповідають про 5000-річну історію індіанської культури. Метою експозицій є виховання і мотивація відвідувачів до вивчення і збереження культурної спадщини Аруби. Складається з конференц-залу, тимчасових і постійних виставкових галерей. Діють державні програми, згідно з якими організовуються заходи для школярів та студентів. Департамент освіти проводить тематичні семінари, спеціальні та громадські заходи, зустрічі, лекції, презентації книг. 

### Колекції
У фондах музею знаходиться понад 10 000 експонатів. Артефакти індіанців охоплюють період докерамічного, Керамічного і Історико-культурного періоду, і складаються з різних речей. До них належать предмети з кераміки, черепашки, каменю, кісток і скла. Експонати відображають духовні цінності індіанців, а також  культурні зв'язки Аруби з Мексикою, країнами Європи та центральною частиною Південної Америки. Наукові співробітники археологічного музею проводять розкопки, проводять заходи по збереженню культурної спадщини, включаючи печерні наскальні малюнки і написи в парку Арікок. 

### Галереї
Експозиція розташована на площі близько 520 квадратних метрів і за допомогою інтерактивних цифрових технологій знайомить відвідувачів з культурною спадщиною Аруби. Експонати складаються з предметів побуту, культурних і мистецьких цінностей старовини і сучасного часу. Проводяться різного роду тематичні виставки. 